# El Joshua Cariño
El Joshua Cariño (né le 25 janvier 1993 à Mangaldan) est un coureur cycliste philippin. Il a notamment remporté le Tour des Philippines en 2018.

## Biographie
Issu d'une famille de cyclistes, El Joshua Cariño commence à se consacrer au vélo à l'âge de quinze ans. Son petit frère Daniel pratique également ce sport en compétition,. 
Lors de la saison 2014, il participe à quelques courses professionnelles en Europe, sous les couleurs de l'équipe continentale LBC-MVPSF Pilipinas. Quatre ans plus tard, il se distingue dans le calendrier de l'UCI en remportant une étape puis le classement général du Tour des Philippines,.

## Palmarès
- 2013
  - 5e étape de la Ronda Pilipinas
- 2015
  - 2e du championnat des Philippines du contre-la-montre espoirs
  - 3e du championnat des Philippines sur route espoirs
- 2016
  - 5e étape de la Ronda Pilipinas
- 2018
  - 5e et 8e (contre-la-montre par équipes) étapes de la Ronda Pilipinas
  - Tour des Philippines :
    - Classement général
    - 3e étape
- 2019
  - 5e étape de la Ronda Pilipinas
  -  Médaillé de bronze de la course en ligne par équipes aux Jeux d'Asie du Sud-Est
- 2022
  - 3e de la Ronda Pilipinas

## Classements mondiaux
| Année                                 | 2015 | 2016 | 2017 | 2018  | 2019  |
| ------------------------------------- | ---- | ---- | ---- | ----- | ----- |
| Classement mondial                    |      | nc   | nc   | 1253e | 2238e |
| UCI Asia Tour                         | 354e | nc   | nc   | 189e  | 216e  |
|                                       |      |      |      |       |       |
| Légende : nc = non classéSource : UCI |      |      |      |       |       |